# Dustin Moseley
Dustin Aaron Moseley (* 26. Dezember 1981 in Texarkana, Arkansas) ist ein ehemaliger US-amerikanischer Baseballspieler in der Major League Baseball (MLB) auf der Position des Pitchers.

## Karriere
Moseley wurde von den Cincinnati Reds in der ersten Runde des MLB Drafts 2000 als 34. Spieler überhaupt gewählt. Er spielte bis zum Saisonschluss 2004 im Farmsystem der Reds in den Minor Leagues und wurde dann zu den Los Angeles Angels of Anaheim transferiert.
Sein Debüt in der MLB gab Moseley für die Angels am 17. Juli 2006; in diesem Spiel konnte er sogleich seinen ersten Win erzielen. Die Saison 2007 begann Moseley als Starting Pitcher, wurde aber nach Rückkehr von Jered Weaver von der Verletztenliste in den Bullpen geschickt. Am Saisonende musste er sich einer Operation am Nervus ulnaris unterziehen und wurde von den Angels in der folgenden Saison nur in 12 Spielen, davon 10 als Starter, eingesetzt. Weitere 20 Spiele warf er beim Triple-A-Team Salt Lake Bees. Im August 2009 wurde er an der Hüfte operiert.
Nach der Saison 2009 wurde Moseley Free Agent und erhielt eine Einladung der Yankees für das Spring Training 2010. Nach Vertragsunterzeichnung wurde er zunächst zum Triple-A-Team Scranton/Wilkes-Barre geschickt. Die Yankees beriefen ihn am 2. Juli 2010 in ihr Team und setzten ihn zunächst im Bullpen und ab August als Starting Pitcher für den verletzten Andy Pettitte ein.
Am 13. Dezember 2010 unterschrieb Moseley für 900.000 US-Dollar einen Ein-Jahres-Vertrag bei den San Diego Padres.